# Pellaea angolensis
Pellaea angolensis är en kantbräkenväxtart som beskrevs av Schelpe. Pellaea angolensis ingår i släktet Pellaea och familjen Pteridaceae. Inga underarter finns listade.